# Tebentafusp
Tebentafusp est un médicament vendu sous le nom de marque Kimmtrak.

## Mode d'action
Il s'agit d'un peptide bispécifique gp100 ciblant les cellules T CD3 dirigées contre HLA.

## Usage médical
Est un médicament utilisé pour traiter un type de cancer de l'œil, appelé mélanome uvéal. Le médicament est utilisé dans les cas HLA-A*02:01-positifs qui ne peuvent être traités par chirurgie seule,. Le médicament  est administré par injection dans une veine. En raison du risque d'effets secondaires, une surveillance de près d'une journée est nécessaire après les doses initiales.

## Effets secondaires
Les effets secondaires de ce médicament comprennent le syndrome de libération de cytokines, une éruption cutanée, de la fièvre, des démangeaisons, de la fatigue, des nausées, des douleurs abdominales, un gonflement, une pression artérielle basse, une peau sèche, des maux de tête et des vomissements. L'utilisation pendant la grossesse de ce médicament peut nuire au bébé.

## Histoire
Le médicament a été approuvé pour un usage médical aux États-Unis et en Europe en 2022,. Aux États-Unis, le médicament coûte environ 18 800 dollars américains  par dose. Bien que disponible au Royaume-Uni, le coût reste à déterminer.